# 立川桃
立川 桃（たつかわ もも、2001年1月6日 - ）は、愛媛県四国中央市出身の、日本の柔道選手。階級は63kg級。身長158cm。血液型はB型。組み手は左組み。得意技は大内刈。姉に48㎏級の立川莉奈、兄に73㎏級の立川新がいる。

## 経歴
柔道は3歳の時に川之江柔道会で始めた。川之江北中学から新田高校に進むと、2年の時には高校選手権の63㎏級で3位になった。3年の時には全日本カデで2位、インターハイでは5位だった。
2019年に東海大学へ進学すると、1年の時には学生体重別、優勝大会、体重別団体と全国タイトルを総なめにした。3年の時には優勝大会で優勝したものの、学生体重別では2位、体重別団体では3位だった。4年の時には1年生以来となる学生体重別、優勝大会、体重別団体の3冠を達成した。講道館杯では準決勝でコマツの高市未来に縦四方固で敗れるも3位になった。
2023年からはALSOKの所属となった。4月の体重別では準決勝でブイ・テクノロジーの嘉重春樺と対戦すると、一旦は腕挫十字固で敗れた。しかしながら、所属先の監督である小橋秀規の抗議もあって試合後に改めてビデオ判定がなされると、関節を極められる直前に相手が反則負けの対象となる立ち姿勢からの腕挫腋固を仕掛けたことが確認されたため、敗者から一転して勝者となった。決勝ではJR東日本の土井雅子を反則勝ちで破って、シニアの全国大会で初優勝を飾った。5月のグランプリ・リンツでは決勝で警視庁の渡邉聖子に反則勝ちして、IJFワールド柔道ツアー初優勝を飾った。2024年3月のグランドスラム・タシケントでは準決勝で世界2位であるスロベニアのアンドレヤ・レシキに反則勝ちするも、決勝ではオリンピックチャンピオンのクラリス・アグベニューに十字固で敗れて2位だった。4月の体重別では初戦で敗れた。11月の講道館杯では3位だった。2025年2月のグランドスラム・タシケントでは準々決勝でクロアチアのイバ・オベランに有効を先取しながら逆転の反則負けを喫するも、その後の敗者復活戦を勝ち上がって3位になった。
IJF世界ランキングは700ポイント獲得で50位(25/2/17現在)。

## 戦績
- 2018年 -　高校選手権　3位
- 2018年 -　全日本カデ　2位
- 2018年 -　インターハイ　5位
- 2019年 -　優勝大会　優勝
- 2019年 -　学生体重別　優勝
- 2019年 -　体重別団体　優勝
- 2020年 -　ヨーロッパオープン・ブラチスラヴァ　2位
- 2021年 -　優勝大会　優勝
- 2021年 -　学生体重別　2位
- 2021年 -　体重別団体　3位
- 2022年 -      優勝大会　優勝
- 2022年 -　学生体重別　優勝
- 2022年 -　体重別団体　優勝
- 2022年 -　講道館杯　3位
- 2023年 -　体重別　優勝
- 2023年 -　グランプリ・リンツ　優勝
- 2024年 -　グランドスラム・タシケント　2位
- 2024年 -　講道館杯　3位
- 2025年 - グランドスラム・タシケント　3位

(出典、JudoInside.com)